# Nous les gosses
Pour plus de détails, voir Fiche technique et Distribution.
Nous les gosses est un film français réalisé par Louis Daquin, sorti en 1941. La plupart des acteurs de ce film sont des enfants.

## Synopsis
Dans une école primaire pour garçons de la banlieue parisienne, au cours d'un match de football dans la cour de récréation, le ballon atterrit dans la grande verrière et la démolit. Nicolas, le responsable du coup de pied fatal est un enfant issu d'une famille pauvre. L'instituteur tente de responsabiliser les enfants en leur posant un problème d'arithmétique lié au coût d'une vitre brisée. Les enfants se rendent compte qu'une vitre coûte cher (et la verrière coûte en tout 1 800 francs).
Les vacances de Pâques commencent le lendemain et tous les camarades de l'école se solidarisent pour aider Nicolas à rembourser le prix de la restauration de la verrière en travaillant pendant l'été. Ils vont user de divers stratagèmes (vente de fleurs, collecte, petits boulots) pour collecter l'argent, mais la cassette dans laquelle ils cachent leur cagnotte est subtilisée par deux voyous. 
Grâce à leur persévérance et à leur courage, et malgré l'opposition de certains adultes, les enfants réussissent à récupérer l'argent et à financer la reconstruction de la verrière. Mais ils ne sont pas au bout de leurs surprises.

## Fiche technique
- Titre : Nous les gosses
- Réalisation : Louis Daquin
- Scénario : Gaston Modot et Maurice Hiléro
- Adaptation : Louis Daquin et Marcel Aymé
- Dialogues : Marcel Aymé
- Photographie : Jean Bachelet
- Décors : Lucien Aguettand
- Musique : Marius-François Gaillard
- Directeur de production : Jean Faurez
- Société de production : Pathé Consortium Cinéma
- Pays de production :  France
- Format : Son mono - Noir et blanc - 35 mm  - 1,37:1
- Année : 1941
- Genre : Comédie dramatique
- Durée : 95 minutes
- Date de sortie : 
  - France : 2 mars 1941

## Distribution
- Louise Carletti : Mariette Roset

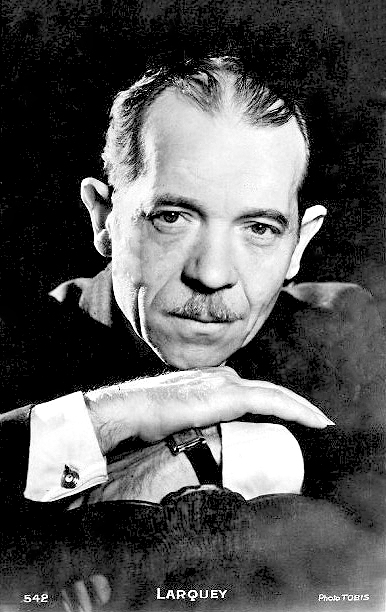
L'acteur Pierre Larquey apporte une touche humoristique au film.

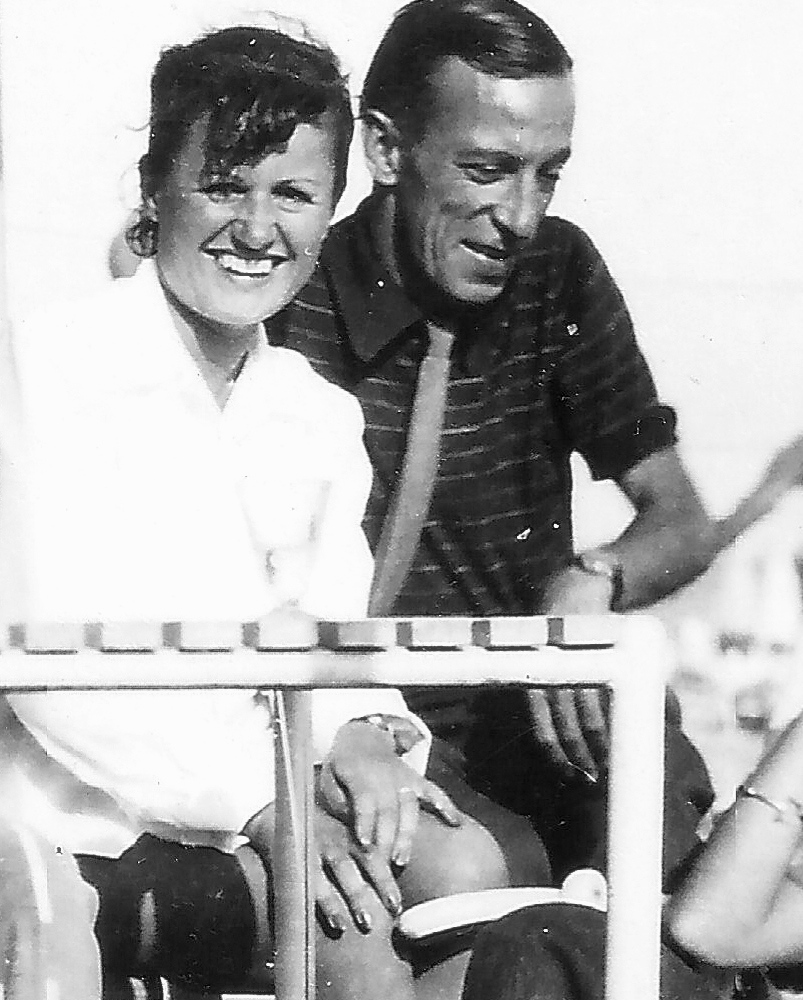
L'acteur Raymond Bussières (à droite) interprète le rôle de Gaston, le voleur. À gauche, Annette Poivre

- Gilbert Gil : M. Morin, l'instituteur
- André Brunot : le commissaire
- Marcel Pérès : Victor Lemoine, le père de Nicolas
- Louis Seigner : le directeur de l'école
- Raymond Bussières : Gaston, le voleur de la cagnotte
- Pierre Larquey : le père Finot
- Anthony Gildès : le père Castor
- Léonce Corne : M. Briochet, l'ami de la famille
- Martial Rèbe : le père de Fernand
- Madeleine Geoffroy : la mère de Fernand
- Jeanne Pérez : la mère de Jeannot
- Henry Darbray : le client radin à la terrasse du café
- François Viguier : le mendiant
- Émile Genevois : Gros Charles
- Lucien Coëdel : le père de Jeannot
- Robert Arpin : Gégène, le neveu du père Finot
- Serge Bedez : un gamin
- Jean Buquet : Tom Mix
- Jean-Marie Boyer : Lucien Collard
- Liliane Barnassin : une gamine
- Bernard Daydé : Doudou
- Jean-Pierre Geoffroy : Pierrot Roset, le jeune frère de Mariette
- Henri Legoullon : Fernand
- André Lancel : Jeannot
- Jean Samson : Robert

Acteurs non crédités
- Paul Frankeur : le secrétaire du commissaire
- Jean Clarieux : un agent
- Franck Maurice : un agent
- Lucy Kieffer : Mme Lemoine, la mère de Nicolas
- Michel Dancourt : Nicolas Lemoine
- Marcelle Suire : Georgette, une gamine
- Liane Daydé : une gamine
- Montgomery : Gilbert, un gamin
- Renée Thorel : la dame charitable
- André Zibral : le professeur grincheux
- Geneviève Cadix : Mélie, une gamine
- Antonin Baryel : le camelot bègue
- Jane Pierson

## Autour du film

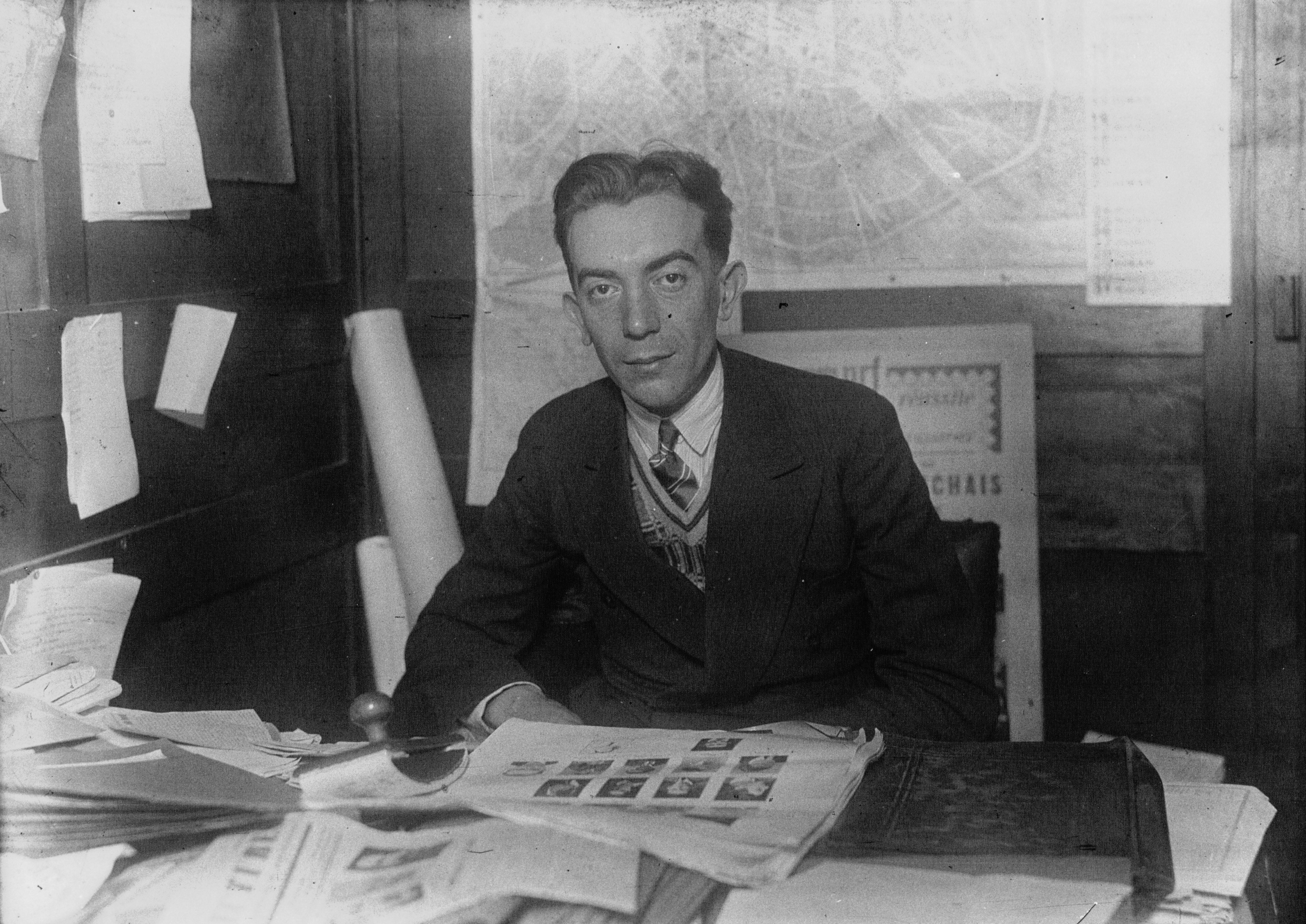
L'écrivain Marcel Aymé est l'auteur des dialogues du film

Il s'agit du deuxième film réalisé par Louis Daquin, ancien assistant réalisateur de Pierre Chenal. Il réalisa ce film durant l'occupation allemande, alors que Louis Daquin est syndicaliste et militant communiste, à un moment où l'Allemagne hitlérienne et l'URSS étaient encore des alliées (pacte Hitler-Staline).
Librement inspiré du roman Émile et les Détectives d'Erich Kästner écrivain allemand (mais non crédité dans le générique), ce film a été tourné dans les studios de Joinville, situé près de Paris, en 1940.
Le film présente deux mise en abyme en forme de clin d'œil :
- lors d'une scène, l'instituteur lit un extrait des Contes du chat perché de Marcel Aymé, alors que l'écrivain est l'auteur des dialogues du film ;
- au cours d'une autre scène, le spectateur peut découvrir une affiche ou figure le nom de Pierre Larquey alors que celui-ci est un des acteurs du film.

Le titre de ce film est évoqué dans un roman de Léo Malet, Burma contre CQFD.

## Accueil et critiques
Durant cette période de guerre qui a connu la production de grands films (la période étant considérée comme l'âge d'or du cinéma français), ce film consacré aux enfants bénéficie d'un bon accueil du public mais aussi des spécialistes. 
Selon le critique B. Catherine du magazine Image et Son, au travers d'un article paru dans le numéro de novembre-décembre 1954 ce film « exalte la solidarité et l'esprit collectif ». Un peu plus loin dans son commentaire, il précise que « les jeunes ont joué dans cette histoire avec enthousiasme et conviction ».
Selon Roger Boussinot, critique dans l'encyclopédie du cinéma, « il (Louis Daquin) sut évoquer le monde de l'enfance sans faute de tact », mais il précise dans cet article écrit en 1955 que ce film a « considérablement vieilli ».

## Éditions
La société Pathé Baby a sorti une version condensée (sonore) en 9,5 mm. Le film est édité en VHS par René Chateau dans la série Mémoire du cinéma français en 1990 et à nouveau en 1994 dans la collection Le Cinéma français sous l'occupation. La société Pathé le sort ensuite une première fois en DVD (série Pathé Classique), puis en 2019 en version restaurée DVD et Blu-Ray.